# Verdenstræ
I mange myter findes der et verdenstræ, som danner den akse i verden, som kosmos er formet omkring:
- kapoktræet - det hellige verdenstræ i Mayakulturen
- Yggdrasil (muligvis asken) - nordisk mytologis verdenstræ